# Christian Hülsen
Christian Hülsen, född den 29 november 1858 i Berlin, död den 19 januari 1935 i Florens, var en tysk klassisk arkeolog.
Hülsen var andre sekreterare vid Tyska arkeologiska institutet i Rom 1887–1909 och blev honorärprofessor i Heidelberg 1917. Hülsen, som var särskilt inriktad på epigrafik, utgav Corpus Inscriptionum Latinarum (1882–1902), Forum Romanum (2:a upplagan 1905), Neueste Ausgrabungen auf dem Forum Romanum (1910), Formæ urbis Romæ antiquæ (tillsammans med Heinrich Kiepert, 2:a upplagan 1912), Thermen des Agrippa (1910), Römische Antikengärten (1916), Forum und Palatin (1926) samt Le chiese di Roma nel medio evo (1927).